# جاستن كارني
جاستن كارني (بالإنجليزية: Justin Carney)‏ هو لاعب دوري الرغبي أسترالي، ولد في 16 يونيو 1988 في Trangie ‏ في أستراليا.